# 施履吉
施履吉（1917年10月26日—2010年12月14日），男，江苏仪征人，中国细胞生物学家，第五、六届全国政协委员，创建了中国科学院前北京生物学实验中心。

## 生平
施履吉生于1917年10月26日。1940年毕业于国立浙江大学，获得农学院园艺系学士学位。毕业后曾留校任教。
后赴美国留学，并于1951年获得美国哥伦比亚大学动物系哲学博士学位。
回国后，施履吉曾担任中国科学院上海生物化学研究所（今中国科学院上海生命科学研究院生物化学与细胞生物学研究所）研究员。1980年，施履吉当选为中国科学院院士（生物学和医学学部）。
施履吉于2010年12月14日12时06分因病在上海复旦大学附属华东医院逝世，享寿九十四岁。